# Vercors

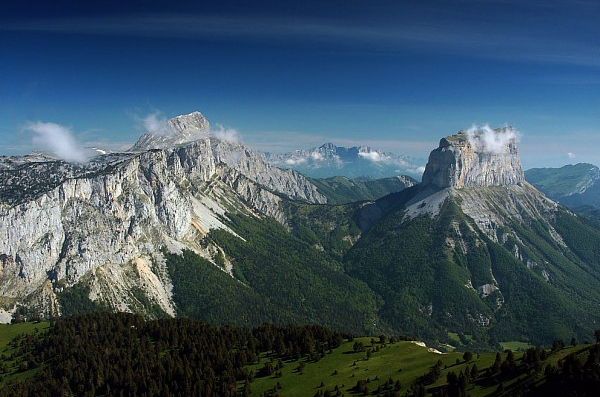
Grand Veymont und Mont Aiguille im Vercors

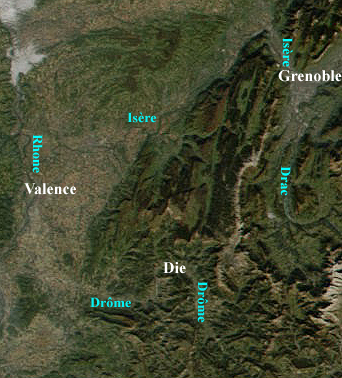
Der Vercors aus dem All

Topografische Karte des Vercors

Der Vercors [vɛʁkɔʁ] ist ein durch tiefe Täler begrenzter Gebirgsstock im äußersten Westen der französischen Alpen. Er hat eine Ausdehnung von etwa 30 mal 40 Kilometer und mehrere Zweitausender (Gipfelhöhen bis zu 2350 m). Da er an allen Seiten schroff ansteigt, konnte er erst im 20. Jahrhundert, teilweise mit in den Fels gesprengten Galerien, für den Straßenverkehr zugänglich gemacht werden. Aufgrund der eingeschränkten Nutzbarkeit befindet sich im Vercors das mit 170 Quadratkilometern größte Naturschutzgebiet Frankreichs.

## Namensherkunft
Die Herkunft des Namens Vercors ist in der Toponomastik bis heute umstritten. Die Annahme, er sei mit dem französischen Wort vert (grün) verknüpft, ist nicht haltbar, da bereits Plinius der Ältere im 1. Jahrhundert die Bezeichnung Vertamocorii gebrauchte; viridis, die lateinische Bezeichnung für grün, ist dort nicht enthalten. Man nimmt an, dass Vertamocorii auf gallische Ursprünge zurückzuführen ist. Das gallische ver steht für „oben, hoch“ (vgl. altirisch for „über, über ... hinaus“, urgermanisch *uber, Sanskrit upári, altgriech. hyper, lat. super), -tamo- ist ein Superlativsuffix (vgl. Sanskrit -tama-, lat. op-timus „der beste“, ul-timus „der äußerste“, in-timus „der innerste“), und corios schließlich ist der Begriff für „Truppe, Heer“ (vgl. altirisch cuire und urgermanisch *harjaz). So könnten sich zwei mögliche Interpretationen für den Namen ergeben: „Gebiet der Truppen aus dem Hochland“ oder „Gebiet der überlegenen, hervorragenden Krieger“.

## Geographie
Der Vercors liegt in Südostfrankreich, in den Départements Isère und Drôme (Region Auvergne-Rhône-Alpes des Großraumes Dauphiné) zwischen den Städten Grenoble und Die. Der Gebirgsstock wird von den Flüssen Isère, Drac und Drôme begrenzt. Östlich des Massivs liegt das Tal Trièves und die Gebirgsstadt La Mure. Die nächstgelegene größere Stadt im Westen ist Valence, nahe am Zusammenfluss von Isère und Rhône.
Als südlichstes Element der fünf Chaînes Subalpines Septentrionales (Haut-Giffre, Aravis, Bauges, Chartreuse, Vercors) ist der Vercors ein in sich abgeschlossenes Massiv mit einem langen, nord-südlich ausgerichteten, hügeligen Hochtal. Der Grand Veymont ist mit 2341 Metern der höchste Gipfel des Massivs.

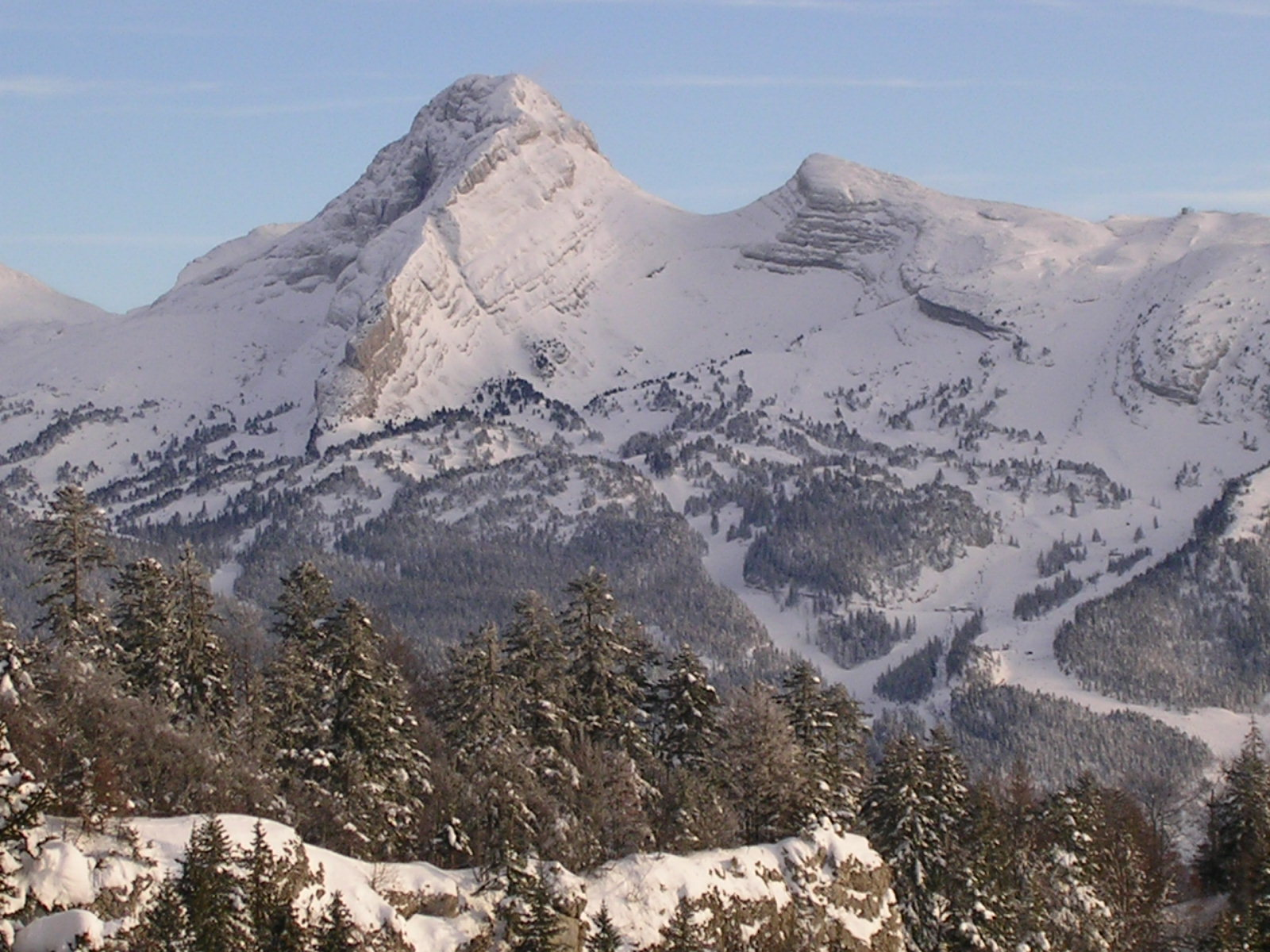
Grande Moucherolle und Petite Moucherolle

Bedeutende Berge von Norden nach Süden:
- Moucherotte (1901 m)
- Roc Cornafion (2049 m)
- Arêtes du Gerbier (2109 m)
- Grande Moucherolle (2284 m)
- Petite Moucherolle (2156 m)
- Tête des Chaudières (2029 m)
- Rochers de la Balme (2063 m)
- Sommet de Malaval (2097 m)
- Grand Veymont (2341 m)
- Mont Aiguille, (2086 m)
- Pié Ferré (2041 m)

## Geologische Entwicklung

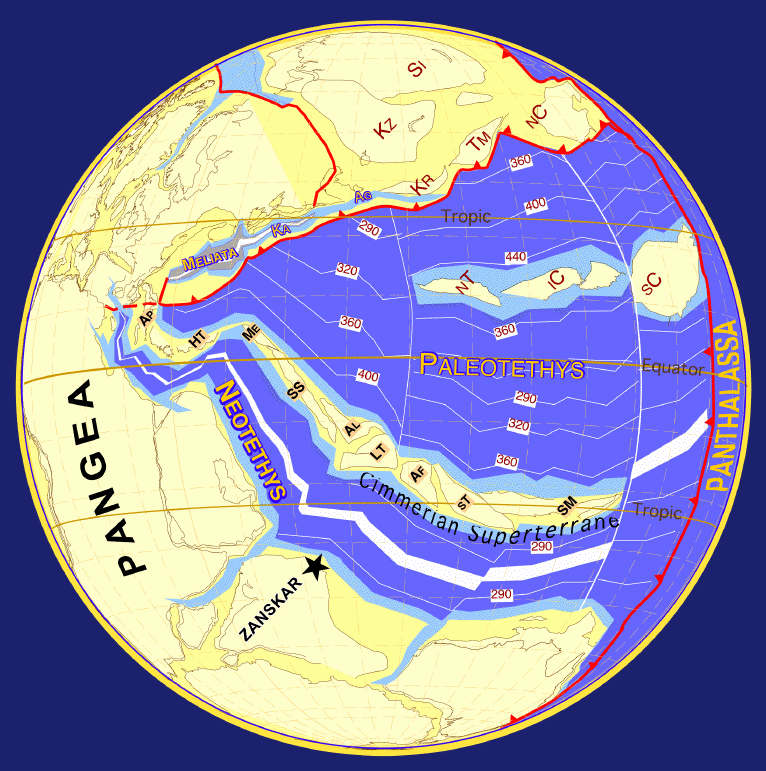
Der Tethys-Ozean im Osten des Großkontinentes Pangaea zu Beginn des Mesozoikums (ca. 250 Mio. Jahre)

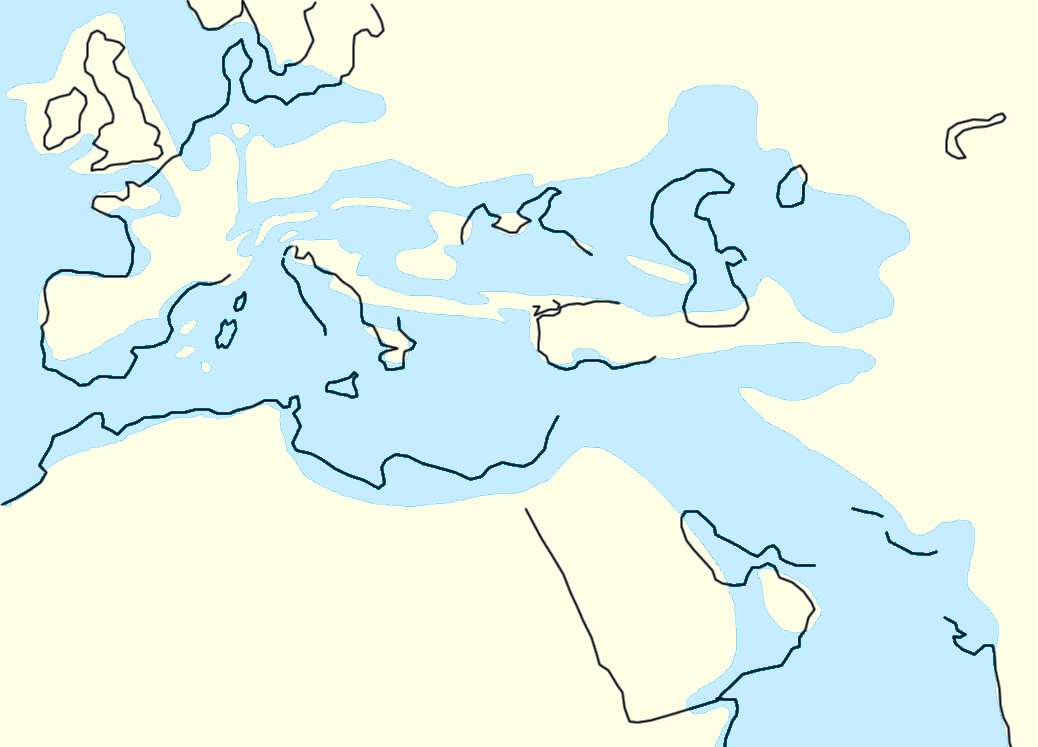
Mittelmeerraum (westliche Tethys) im Oligozän, vor ca. 30 Mio. Jahren

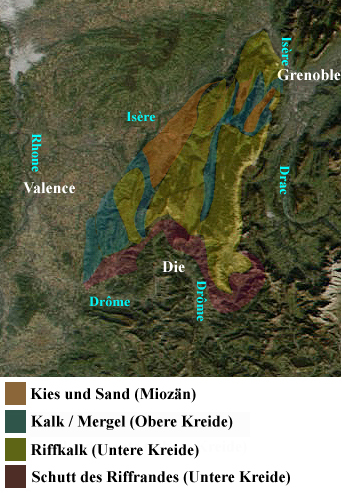
Geologie des Vercors

### Mesozoikum
Zu Beginn des Mesozoikums (vor ca. 250 Mio. Jahren), des „Zeitalters der Dinosaurier“, bestand der überwiegende Teil der Landfläche der Erde aus einem einzigen Superkontinent: Pangaea, mit Laurasia (Nordamerika, Nord- und Mitteleuropa, größter Teil Asiens) als nördlichem und Gondwana (Südamerika, Afrika, Indien, Australien, Antarktis) als südlichem Teil. Diese beiden Teile öffneten sich scherenartig nach Osten und in dieser Öffnung lag der große Ozean Tethys. Der westliche Teil dieses Ozeans ist die Wiege des heutigen Vercors. Es wurden in diesem Gebiet bis zu 6000 Meter mariner Sedimente abgelagert.
Im Mesozoikum brach Pangaea ganz auseinander. Laurasia rotierte im Uhrzeigersinn Richtung Süden, und Afrika schob sich nach Norden. Die Schere um die Tethys schloss sich langsam. Während des Jura (ca. 200 bis 135 Millionen Jahre) erstreckte sich in der Gegend des Vercors noch ein tiefes Meeresbecken. 2000 Meter Tiefseetone und Mergel sammelten sich an. Die Tiefseetone sind vor allem als Terres Noires, schwarze, feinblättrige Lagen, aufgeschlossen. Das Becken ging nordöstlich des Vercors, etwa im Isère-Tal, in eine Küstenregion über. In der unteren Kreidezeit (ca. 135–100 Mio. Jahre) hatte sich die Küstenlinie weiter in den Südosten geschoben. Hier lagerten sich im Wechsel Mergel und Kalkbänke ab, wobei der Mergel eher auf kühleres beziehungsweise tieferes Wasser und der Kalkstein eher auf wärmeres beziehungsweise flacheres Wasser hindeutet. Die Kalke sind festes Gestein, während die Mergel ein weiches und mürbes Sedimentgestein bilden. Dieser blätterteigartige Wechsel bietet bei Aufschlüssen in der Gestreiftheit der Sedimente heute einen reizvollen Anblick. Die Gegend um den Vercors war nun nicht mehr Tiefsee. Es breitete sich schließlich eine flache, warme Lagune mit sehr mächtigen Riffen aus, die heute bis zu 300 Meter hohe massive weiße Klippen bilden und dem Vercors seinen einzigartigen Reiz verleihen. In der oberen Kreidezeit (ca. 100–65 Mio. Jahre) hatten sich durch die Subduktion der Tethyschen Ozeankruste unter die Kontinentalkruste Landstreifen aus dem Meer gehoben. Im Wechsel fielen Teile des Vercors trocken und wurden wieder von flachem Meer bedeckt.

### Tertiär
Im Tertiär (ca. 65 bis 2 Mio. Jahre) war der afrikanische Kontinent Mitteleuropa so nahe gerückt, dass sich die Alpen hoben und somit auch der Vercors. Während sich die Kruste hochwölbte, setzte bereits die Erosion ein. Sand und Schlamm wurden deponiert. Im Miozän öffnete sich im Westen, im Gebiet der Voralpen und des heutigen Rhônetals, ein weiter Graben aufgrund der Dehnungsprozesse in der Kontinentalplatte, die eine Absenkung der Landmasse zur Folge hatten. Das Meer überflutete noch ein letztes Mal das Gebiet und lagerte vor allem Abtragungsschutt wie Sand und Geröll ab. Schließlich erhielt der Vercors seine heutige Gestalt. Die Eiszeiten hobelten die Täler zu breiten Trögen aus. Das Wasser nagte an den Kalkschichten, es entstanden Risse und Klüfte. Flüsse haben diese Risse schnell durchschnitten und tiefe Schluchten erzeugt. Zahlreiche Tropfsteinhöhlen entstanden durch einstürzende Hohlräume im Kalk.

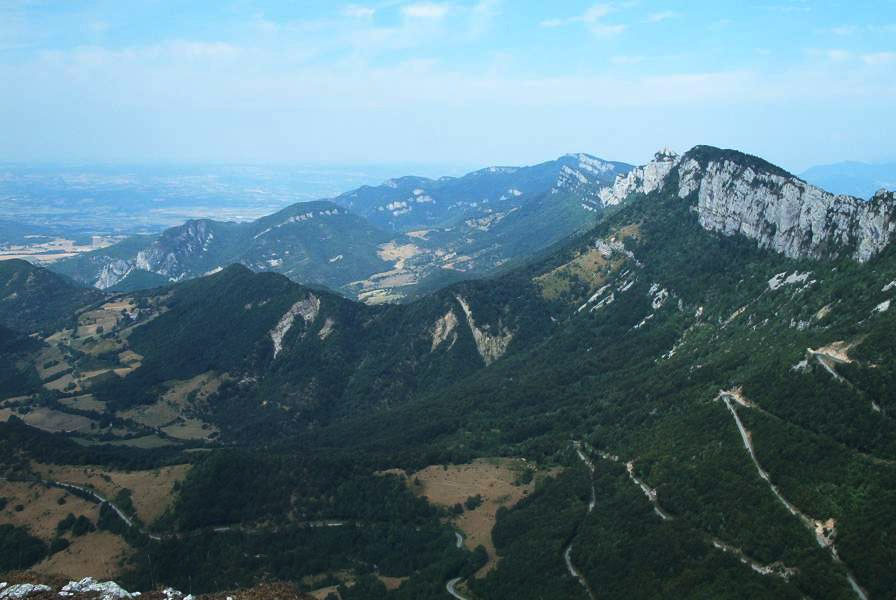
Pierre Chauve von Norden her – aus den Antiklinalen haben sich die Riffkalke herauspräpariert

### Heutiges Erscheinungsbild
Die heutige Erdoberfläche ist auffällig geprägt durch parallele Falten in Nord-Süd-Richtung, die sich durch die gesamten westlichen Voralpen ziehen. Sie entstanden, als sich in den östlich benachbarten Massifs cristallins externes (äußere kristalline Massive) Belledonne und Pelvoux steil erhoben. Dadurch wurden die Sedimente zu den parallelen Falten der heutigen Chaînes Subalpines, der subalpinen Kette, zusammengeschoben. Teilweise wurden die Falten überkippt, so dass heute ältere Lagen über jüngeren angetroffen werden können.
Diese Falten sind einem ständigen Erosionsprozess ausgeliefert. Die Reste der hoch liegenden Teile der Falten (Antiklinalen) bilden die mächtigen Bergketten des Vercors. Vor allem die freigelegten Riffkalke ragen schroff empor und zeigen bis zu 300 m steil abfallende Klippen. Sie sind reich an Fossilien, vor allem Ammoniten und frühen im Meer lebenden Schnecken. In den mürben Mergelschichten dazwischen finden sich pyritisierte Ammoniten und Belemniten. In den Faltentälern (Synklinalen) ist die Erosion weniger fortgeschritten. Hier haben sich die sandigen Ablagerungen des Miozäns und die Flachwasser-Kalke der oberen Kreide erhalten.

## Geschichte

### Besiedelung von der Frühgeschichte bis ins Mittelalter
Spuren der Neandertaler lassen vermuten, dass schon in der mittleren Altsteinzeit vor ungefähr 70.000 Jahren die Höhleneingänge (zum Beispiel der Grotte de Choranche) und überhängende Felsen als Unterschlupf genutzt wurden. Seitdem haben radikale Klimaveränderungen Landschaft und Tierwelt mehrfach stark verändert.
Die Neandertaler benutzten Feuersteinwerkzeuge der Levalloistechnik. Sie mussten sich mit Hilfe dieser Werkzeuge mit Höhlenbären und Höhlenlöwen auseinandersetzen und Bisons, Hirsche sowie Steinböcke jagen. Während der Würmeiszeit, etwa 70.000 bis 35.000 Jahre v. Chr., waren die gesamten Alpen einschließlich des Vercors vergletschert. Gegen Ende dieser Zeitspanne aber fand die Besiedelung Europas durch den modernen Menschen (Homo sapiens) mit gleichzeitiger Verdrängung der Neandertaler statt. Der moderne Mensch siedelte zuerst in den Ebenen im südlichen und zentralen Frankreich, ab etwa 11.000 v. Chr. auch im Vercors und in den Alpentälern. Das Klima war immer noch kalt und rau, die Landschaft eine Kaltsteppe mit geringem Baumbestand. Hauptlebens- und -jagdgebiete blieben daher die Ebenen (Saint-Nazaire-en-Royans und Romans), wo Rentier, Pferd und Bison neben den Kleintieren die wichtigsten Fleischlieferanten und auch die Motive für Knochengravierungen waren. Im Vercors bildeten vor allem Steinbock (La Chapelle-en-Vercors) und Forellen die Jagdbeute, während die Murmeltiere warme Pelze gegen die immer noch herrschende Kälte liefern mussten. Feuersteingeräte mit großer handwerklicher Präzision hergestellt, sowie Knochenwerkzeuge waren die notwendigen Waffen für Speere und Harpunen, Kratzer und Schaber für die Fleisch- und Fellbearbeitung, dienten aber auch als Beigaben zum Beispiel in einem Magdalénien-Grab bei Saint-Agnan-en-Vercors.
Etwa 9000 Jahre v. Chr. begann die noch andauernde Warmzeit. Die Landschaft veränderte sich wiederum sehr schnell und stark, Kiefern- und Birkenwälder ersetzten die Kaltsteppe, die Zahl der jagdbaren Tiere ging zurück, der Steinbock wanderte in höhere, nur schwer erreichbare Hochgebirgsregionen, Rentier- und Pferdeherden zogen nach Norden ab. Der Mensch musste seine Lebensweise anpassen, das Magdalénien ging ins Azilien über. Die nun mehr vereinzelt auftretenden Tiere wurden mit Pfeil und Bogen gejagt. Die Höhlen wurden nicht mehr bewohnt, die Lager mussten den Jagdtieren folgen, die Feuersteinwerkzeuge wandelten sich zu Mikrolithen von etwa einem bis drei Zentimetern Länge, die universal als Schneidwerkzeuge oder als Bestandteile von Waffen (Speer- und Bogenspitzen) nutzbar waren.
In diese Zeit fällt auch die Domestizierung des Hundes und der langsame Übergang vom rein nomadischen Jäger zum mehr sesshaften Hirten und Bauern. Im Vercors, wie überhaupt im Alpenbereich, ist dies etwa auf den Zeitraum von 4000 bis 2000 Jahre v. Chr. anzusetzen. Äxte für größere Rodungen, Keramikgefäße zur Lagerung der Ernteerträge, dauerhaftere Siedlungen für eine steigende Bevölkerung kennzeichnen die mittlere Jungsteinzeit. Die Technik der Feuersteinbearbeitung bleibt im erzarmen Vercors erhalten, wird qualitativ (Sensen, Sicheln, Schmuck) und quantitativ (Export aus der Hochebene von Vassieux-en-Vercors) erweitert. Erst gegen Ende der Bronzezeit (ca. 1750–750 v. Chr.) gibt es auch eine regionale Metallproduktion, vor allem Pfeilspitzen und Schmuck, parallel dazu aber bleibt die Bearbeitung des Feuersteins ein wichtiger Wirtschaftszweig. Die immer mehr auf Sesshaftigkeit, Bauern- und Hirtenarbeit abgestellte Gesellschaft im Vercors hatte als Haustiere vor allem Schweine, Rinder und Schafe, wobei bei der Fleischversorgung die Jagd auch weiterhin eine wichtige Rolle spielt. Immer größere Rodungen im Vercors sowie die Entdeckung zahlreicher Mühlen und Mörser weisen auf eine starke Ausweitung der Getreidewirtschaft, aber auch auf eine steigende Bevölkerungszahl hin.
Ungefähr um 750 v. Chr. drangen Reiterstämme aus dem Norden mit eisernen Waffen in das Vercors-Gebiet ein (Grab bei Saint-Thomas-en-Royans).
Für die Römer waren die klimatisch milden Tiefebenen um den Vercors ein bevorzugter Lebensraum. Für Denkmäler und Prachtbauten bauten sie auf den Hochplateaus Kalkstein ab. Ein Steinbruch ist noch erhalten, ebenso ein Stück Römerstraße.
Eine Klimaverschlechterung machte die Rinderzucht schwieriger, Schafe und Ziegen wurden die wichtigsten Nutztiere. Germaneneinfälle am Ende des weströmischen Reiches machten den Vercors dann zu einem Schutz- und Rückzugsbereich, in dem Kultur und Gesellschaft sich ohne große Veränderungen über das Mittelalter hinaus erhielten. Reste von Befestigungsanlagen lassen auf die Kontrolle des Handelsweges zwischen Grenoble und Die schließen.

### Mittelalter
Über das Mittelalter im Gebirgsmassiv ist wenig erhalten. Es scheinen sich auf Grund fehlender Zentralgewalt zunächst mehrere ansässige Lokalfürsten herausgebildet zu haben, die ihren Anspruch mit relativ primitiven Festungsanlagen bestärkten. Diese wurden vermutlich vor allem zum Zweck der, vielleicht sogar räuberischen, Kontrolle an engen Handelswegen angelegt. In Hochlagen des Vercors siedelten sich Mönche an, die vor allem mit Landwirtschaft und Viehzucht ihr Auskommen fanden. Schließlich konnten die Herren von Sassenage die Herrschaft über einen großen Teil des Vercors erlangen.

### Protestantismus
Im 16. Jahrhundert fand der Protestantismus in der Gegend um den Vercors eine starke Anhängerschaft, was mehrere blutige Bürgerkriege hervorbrachte. Das Edikt von Nantes (1598) ermöglichte dann eine friedliche Koexistenz von Katholiken und protestantischen Hugenotten. Mit seinem Widerruf im Edikt von Fontainebleau 1685 flohen die meisten Hugenotten in die Schweiz. Einige blieben aber und schlossen sich im Widerstand zusammen.

### Die PartisanenrepublikRépublique du Vercorswährend des Zweiten Weltkrieges

Fahne der République du Vercors

Während der deutschen Besatzung im Zweiten Weltkrieg war der Vercors ein wichtiges Zentrum der Résistance, als Rückzugs-, Ausbildungs-, Lazarett- (Grotte de la Luire) und Versorgungsgebiet einer aktiven Gruppe von Maquisards, die vom Vercors aus Partisanenüberfälle vor allem im Rhônetal und in den Alpen organisierten. Am 1. Februar 1944 wurden unter anderem die Vercors-Kämpfer zu den Forces françaises de l’intérieur (FFI) vereinigt; nach einer (rückblickend: stark übertriebenen) Einschätzung Eisenhowers hatten sie einen Kampfwert von 15 Divisionen. Die Alliierten und General de Gaulle sicherten dem Vercors zu, Luftlandetruppen hier abzusetzen und die Kämpfer über eine Luftbrücke mit Waffen, Munition und wichtigen Gütern zu versorgen. Diese Zusage war nur sehr unbestimmt gegeben worden, dennoch vertrauten die Widerstandskämpfer auf diese Unterstützung und riefen nach dem 6. Juni 1944 die République du Vercors aus. Über 4000 Kämpfer sammelten sich; der Partisanenkampf sollte zu einem offenen, bewaffneten Aufstand werden.
Die alliierte Zusage wurde aber nicht eingehalten: Es wurden keine zusätzlichen Truppen gesandt, die Versorgung über eine Luftbrücke blieb aus, die Vercors-Kämpfer waren isoliert und auf sich gestellt. Schwere Waffen fehlten völlig.

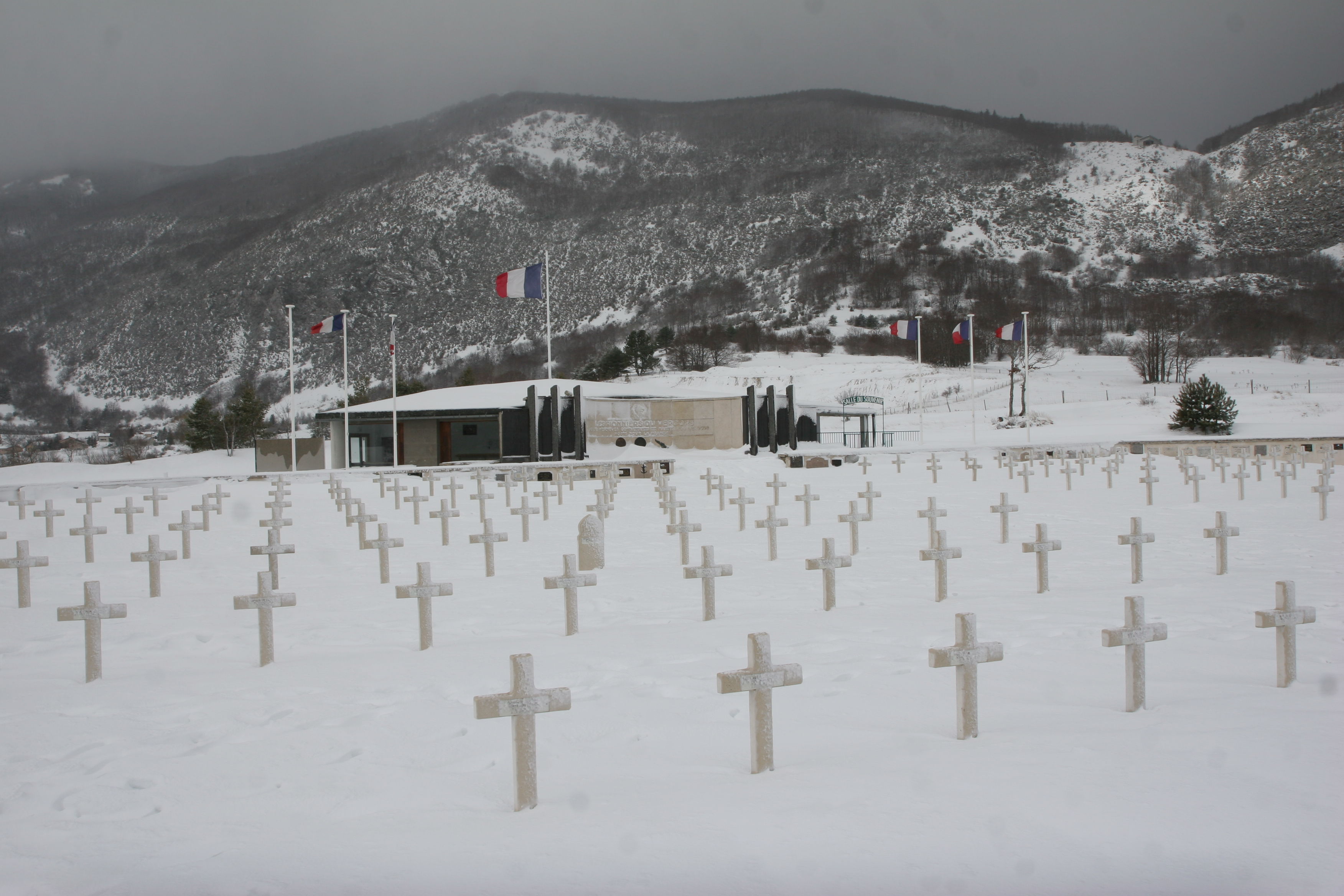
Gedenkstätte in Vassieux-en-Vercors

Die Bedrohung der Etappe durch einen offenen, bewaffneten Aufstand vom Vercors aus war für die Wehrmacht nicht tragbar; noch im Juli 1944, einen Monat vor der Befreiung Grenobles durch die Alliierten, griffen am 21. Juli zwei aus Gebirgsjägern bestehende Kampfgruppen der 157. Reserve-Division (Gruppe Schwehr und Gruppe Seeger) die Felspässe an, von Süden drang eine gepanzerte Kampfgruppe der 9. Panzer-Division (Gruppe Zabel) vor. Im Herzen des Plateaus landeten zwei Kompanien Fallschirmjäger (Gruppe Schäfer) mit Lastenseglern (DFS 230). Es waren keine Truppen der Waffen-SS, wie man lange Zeit annahm. Besonders die Fallschirmjäger, die ab 23. Juli noch von rund 50 Soldaten eines Ostbataillons verstärkt wurden, begingen unter SS-Obersturmbannführer Werner Knab mehrere Kriegsverbrechen. Die Dörfer Vassieux-en-Vercors und La Chapelle-en-Vercors sowie zahlreiche Einzelgehöfte wurden fast vollständig niedergebrannt, in Vassieux über 70 Zivilisten als Repressalie hingerichtet. Gefangene Widerstandskämpfer wurden als Freischärler erschossen. Insgesamt starben so 639 Widerstandskämpfer und 201 Zivilisten. Die deutschen Verluste betrugen etwa 100 Mann.  Bei der Eroberung des Höhlenlazaretts Saint-Martin (Grotte de la Luire) am 27. Juli wurden 19 verwundete Widerstandskämpfer ermordet, zwei Ärzte und ein Priester in Grenoble exekutiert und zwei Krankenschwestern in das KZ Ravensbrück deportiert (eine der beiden, Rosine Cremieux, erlebte das Kriegsende und die Befreiung, da sie floh und von einem ehemaligen Kommunisten in Hainsberg bei Freital versteckt gehalten wurde). Ein ebenfalls gefangener US-amerikanischer Kommandosoldat wurde verschont, obwohl er laut dem Kommandobefehl hinzurichten gewesen wäre. Die meisten Widerstandskämpfer konnten sich in den unzugänglichen Wald von Lente zurückziehen. Im Musée de la Résistance in Vassieux-en-Vercors mit dem Ehrenfriedhof Cimetière National du Vercors für 186 Gefallene der Résistance werden die Geschehnisse dieses Widerstandes dokumentiert, ebenso im Résistance-Museum von Grenoble.

### Olympische Spiele

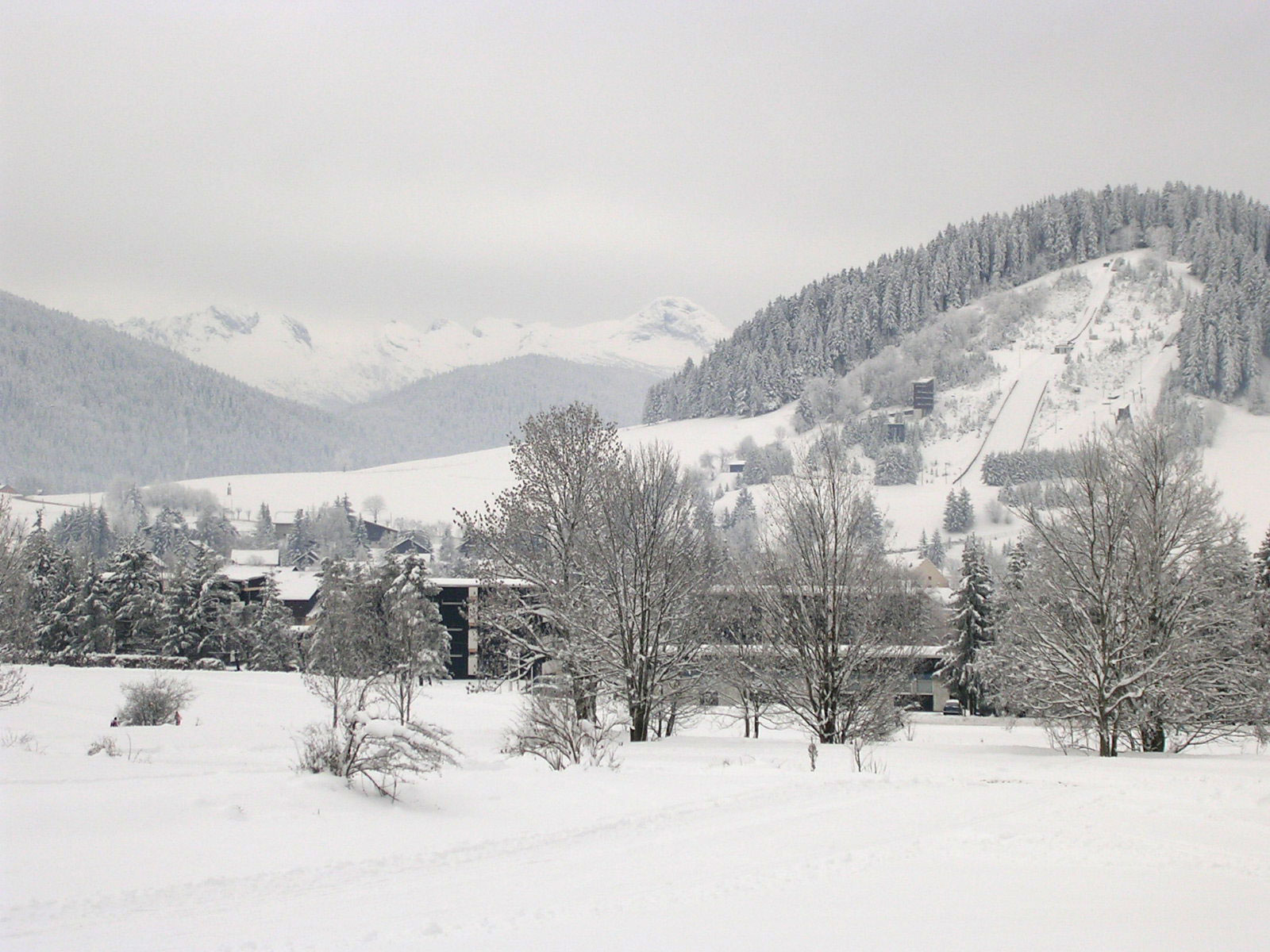
Autrans, rechts auf dem Hügel die Skisprungschanze Le Claret

Der nördliche Teil des Vercors-Gebirge war während der Olympischen Winterspiele 1968 Austragungsort zahlreicher sportlicher Wettbewerbe. Zu diesem Zweck wurden die Zufahrtsstraßen ausgebaut und neue Sportanlagen errichtet. In Autrans fanden die Wettkämpfe im Skilanglauf und Biathlon statt; außerdem entstand dort die Skisprungschanze Le Claret. Eine weitere Schanze wurde in Saint-Nizier-du-Moucherotte errichtet, die Dauphiné-Skisprungschanze ist jedoch seit 1990 außer Betrieb und wird dem Zerfall überlassen. Villard-de-Lans war Standort der olympischen Rodelbahn.

## Schutzgebiet Vercors

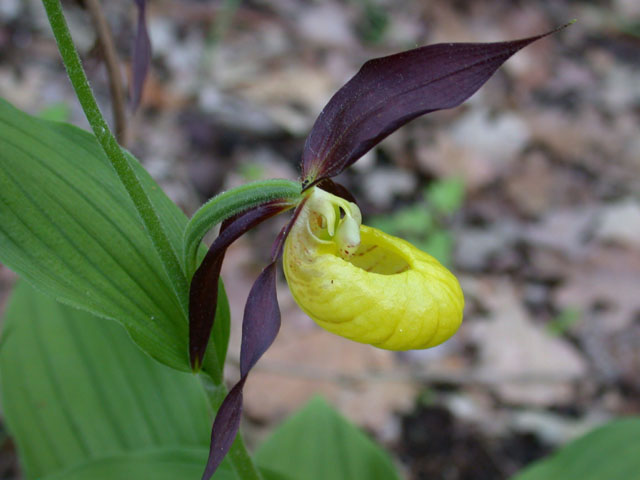
Frauenschuh

1970 begründete der französische Staat zusammen mit den regional tangierten Gemeinden den Regionalen Naturpark Vercors (französisch Parc naturel régional du Vercors), was in etwa einem deutschen Landschaftsschutzgebiet entspricht. 1985 wurde mit 170 Quadratkilometer das größte Naturschutzgebiet Frankreichs, die Réserve naturelle des Hauts plateaux du Vercors unter Schutz gestellt. Es umfasst den Ostteil des mittleren Haupttales und vor allem den steilen Ostrand des Vercors mit Wäldern, Hochwiesen, Kalkplateaus und Steilhängen.
Im Regionalpark gedeihen etwa 1800 Pflanzenarten, darunter 60 Orchideen. 135 Vogelarten und 65 Säugetierarten haben hier ein zum Teil letztes Reservat gefunden.
Im Süden und Westen herrschen mediterrane Ebenen und hügeliges Bergland vor, während im Norden und Osten in Bergwäldern und Hochtälern ein raueres alpines Klima regiert. Die milderen Gegenden werden landwirtschaftlich genutzt. Laubwälder mit Eichen und Buchen, darunter Kiefern, besiedeln die eher naturbelassenen Gebiete. In den höheren Lagen herrschen Nadelwälder, vor allem mit Kiefern und Fichten vor, ebene Hochflächen werden als Weide benutzt oder sind Heideland.

### Flora

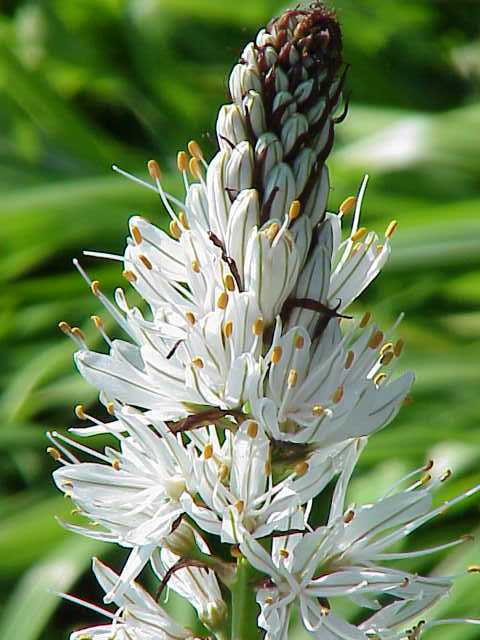
Weißer Affodill

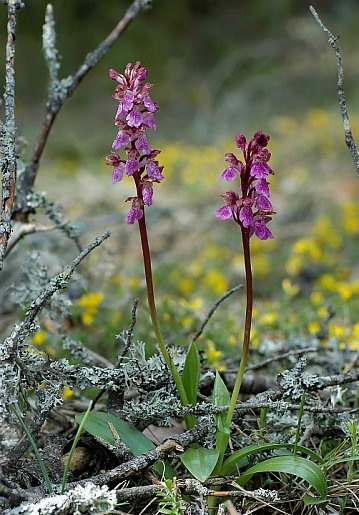
Spitzels Knabenkraut

In den höchsten alpinen Lagen (1600 bis 2350 Meter) wachsen weiße Narzisse, Silberdistel, gelber und Stängelloser Enzian, Paradieslilie, Spinnweb-Hauswurz und das Edelweiß. Auf den Wiesen der Hochtäler (900 bis 1600 Meter) gesellen sich noch Feldenzian, Kreuzenzian und der Seidelbast dazu.
In allen Lagen, bis auf die höchsten unwirtlichen, sind zu Hause Feldenzian und Kreuzenzian, Frühlings-Krokus, gelbe Narzisse, Türkenbund, Hunds-Zahnlilie und die wilde Tulpe, die ein Motiv des Regionalpark-Logos ist. An manchen Stellen finden sich hier der Weiße Affodill, in den wärmeren, mediterranen Waldgegenden (200 bis 900 Meter) außerdem noch Graslilie, Binsenlilie und Herbst-Zeitlose.
Berühmt ist der Vercors für den einzigartigen Reichtum an Orchideen. Etwa 60 Arten kommen im Gebiet vor. Der Frauenschuh, die Orchidee mit der größten Blüte, kommt noch verbreitet vor. In Höhenlagen sind alpine Arten wie das schwarze Kohlröschen anzutreffen, in Tallagen dagegen eher mediterran verbreitete Orchideen wie Affen-Knabenkraut, Südfranzösisches Knabenkraut, Dreizähniges Knabenkraut, Ohnhorn und Drôme-Ragwurz. Besonderheiten sind die gehäuften Vorkommen des ansonsten extrem seltenen Spitzels Knabenkrautes sowie die Massenvorkommen des Holunder-Knabenkrautes auf den Hochplateaus. Weiterhin findet man Fuchs’ Knabenkraut, Kleines Knabenkraut, Helm-Knabenkraut, Männliches Knabenkraut, Rotes Waldvöglein und viele Arten mehr.
Neben diesen eher spektakulären Pflanzen gibt es auch noch weitere rare Arten, darunter exemplarisch den Wolfshut, die Küchenschelle, den Gelben Fingerhut, Schneeglöckchen, Alpenglöckchen und die Alpenrose.

### Fauna

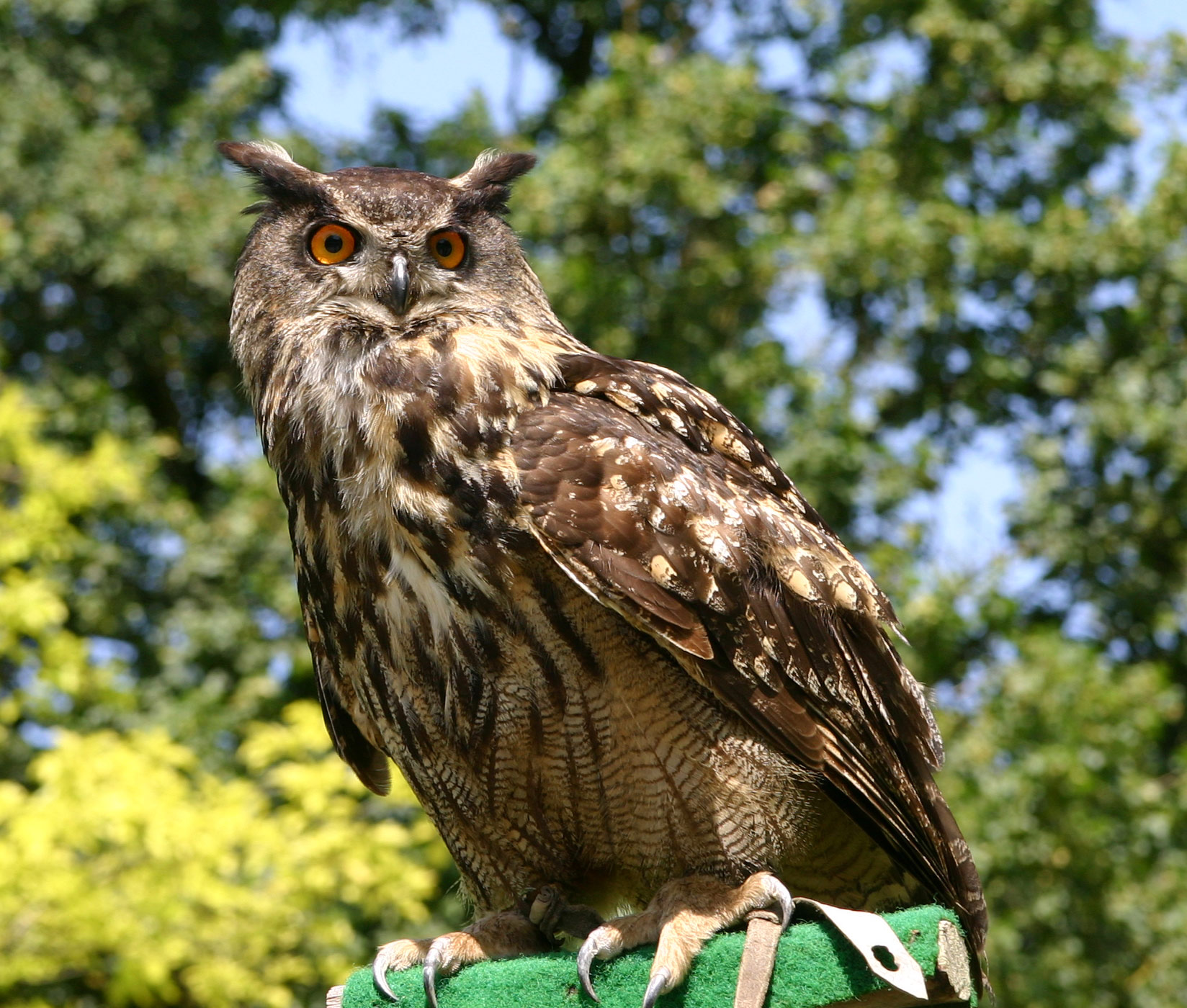
Uhu

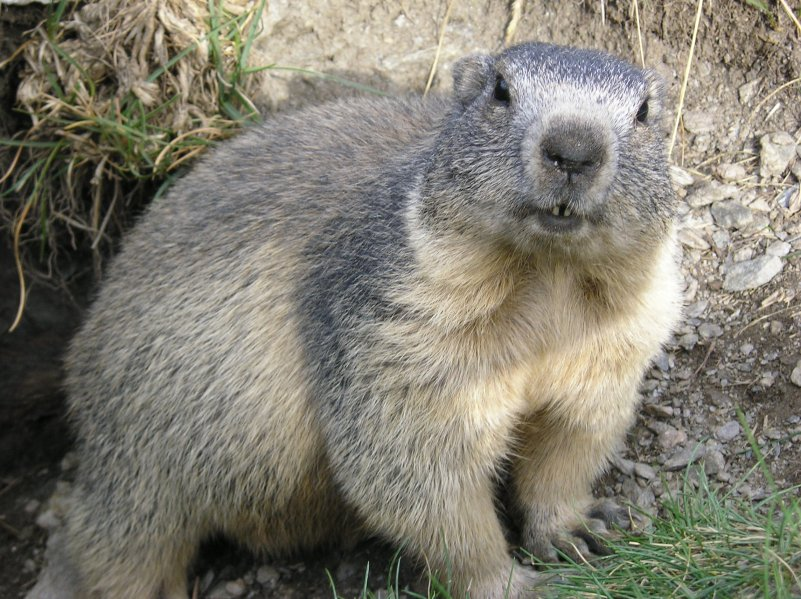
Alpenmurmeltier

Wie fast überall in Europa waren auch im Vercors die großen Raubtiere so gut wie verschwunden. Der letzte Braunbär wurde 1938 erlegt. Mittlerweile gibt es jedoch wieder Luchse und (seit 1996) auch Wölfe. Die Vielfalt der Tierwelt ist in Europa einzigartig. Speziell an den Steilhängen der Riffkalke sind Steinadler, Wanderfalke, Uhu, Alpensegler, Felsenschwalbe und der Mauerläufer, der nur selten fliegt, unterwegs. Als einziges großes Säugetier findet sich hier der in den 1990er-Jahren wieder eingebürgerte Alpensteinbock. Die höheren Lagen des Vercors besiedeln Raufußkauz, Habicht, Eisvogel, Haselhuhn, Fichtenkreuzschnabel und Schwarzspecht.
Der Bart- und Mönchsgeier konnte in den letzten Jahren wieder eingebürgert werden. In den höchsten Lagen kommen noch Tannenhäher, Steinkauz und Birkhuhn vor, das ebenfalls das Logo des Naturparks ziert, außerdem noch der Schneehase und das Alpenmurmeltier, ebenfalls wieder eingebürgert. Eine Kostbarkeit ist der sehr selten gewordene Apollofalter, dessen Raupen von Fetthennen (Sedum) leben, einer mit dicken fleischigen Blättern ausgestatteten Pflanze, die es noch hoch oben gibt. Etwas tiefer finden sich dann auch noch Gämse, Europäischer Mufflon und Hirsch sowie an Reptilien Ringelnatter, Vipernatter und Erdkröte.
Großen Artenreichtum weisen die warmen tieferen Lagen auf: Kernbeißer, Neuntöter, Bienenfresser, Pirol, Spechte, Steinkauz, Zwergohreule, Schwarzmilan, Rotmilan und in den wasserreichen Niederungen der Fischadler, Rohrweihe, Seidensänger, und, wieder eingebürgert, der Biber. Äskulapnatter und Westliche Smaragdeidechse lieben ebenfalls die südliche Wärme.
Allgegenwärtig ist der zierliche, bunte Turmfalke. Auch die zahlreichen Grotten bergen viele Lebewesen, beispielsweise etwa 30 Fledermausarten wie Fransenfledermaus, Wasserfledermaus, Kleine und Große Hufeisennase.

## Wirtschaft und Tourismus

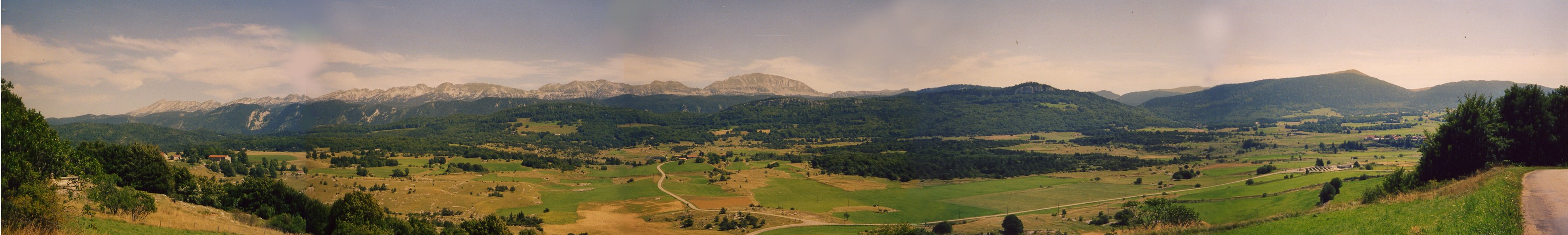
Panoramablick (Nordost – Südost) über das Hochtal von der Auffahrt zum Col de Lachau

Im Mittelalter und früherer Neuzeit wurden die Hochtäler des Vercors vorwiegend landwirtschaftlich genutzt, vor allem durch Klöster und Einsiedeleien. Begehrt war die Holzkohle des waldreichen Vercors. Eine effektive wirtschaftliche Nutzung des Vercors wurde allerdings durch die erschwerte Zugänglichkeit zumeist verhindert. Es führte von der nördlichen weniger schroffen Seite des Vercors eine schmale Straße in Richtung Süden, ansonsten gab es Wege und Saumpfade. In den sechziger Jahren wurde in aufwendigen Ingenieursleistungen der Vercors für den allgemeinen Straßenverkehr zugänglich gemacht, teilweise wurden die Straßen als Galerien aus den Kalkfelsen gesprengt. Das bedeutete vor allem die Erschließung für den Tourismus, der heute einen bedeutenden Anteil im Einkommensportefeuille der Vercorianer belegt.
Wie die meisten Feriengebiete Frankreichs wird der Vercors zum größten Teil von den Franzosen selbst besucht. Auch die Bewohner der benachbarten Universitätsstadt Grenoble profitieren von den Freizeitangeboten in Vercors. Die Bandbreite der touristischen Angebote erstreckt sich von anspruchsvolleren Sportarten wie Gleitschirmfliegen, Bergsteigen und Höhlenerkundungen bis zu den Klassikern des Sports, Skifahren und Wandern, wobei speziell hier auch geführte Wanderungen und Packagetouren angeboten werden. Sogar Wandern mit Schlittenhundgespannen sind möglich. Tropfsteinhöhlen, die für den Besucher erschlossen worden sind, treffen auf großes Interesse.
Auch das Konzept des regionalen Naturparks trägt zur Beliebtheit dieses Feriengebietes bei. Der Park hat als Ziel die Erhaltung der Landschaft und Bewahrung der traditionellen wirtschaftlichen und traditionellen Kultur. So ist hier auch die nachhaltige Landwirtschaft wieder rentabel geworden. Einheimische Produkte wie Schafskäse und Honig erfreuen sich größter Nachfrage auf den regionalen Wochenmärkten. Ein zentraler Begriff ist hier auch die Transhumance ovine, der sommerliche Auftrieb der Schafherden der französischen Provence auf die Hochweiden des Vercors, wenn die heimatlichen Wiesen in der Sommerdürre gelb werden (vgl. Transhumanz). Früher wurden die Schafe über schmale Pfade hinaufgeleitet, heutzutage werden zumeist große Viehtransporter eingesetzt, was für das Vieh schonender ist.

### Touristische Erschließung des Vercors

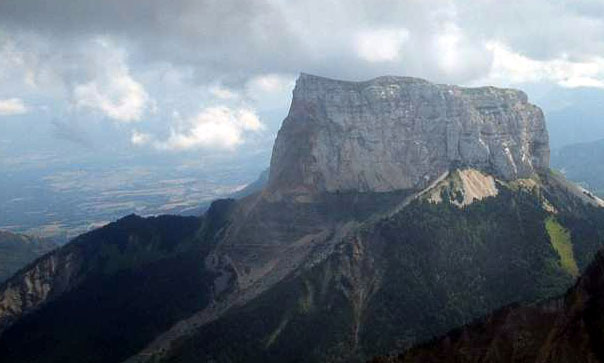
Mont Aiguille – gut sichtbar die mächtige Kappe aus Riffkalk

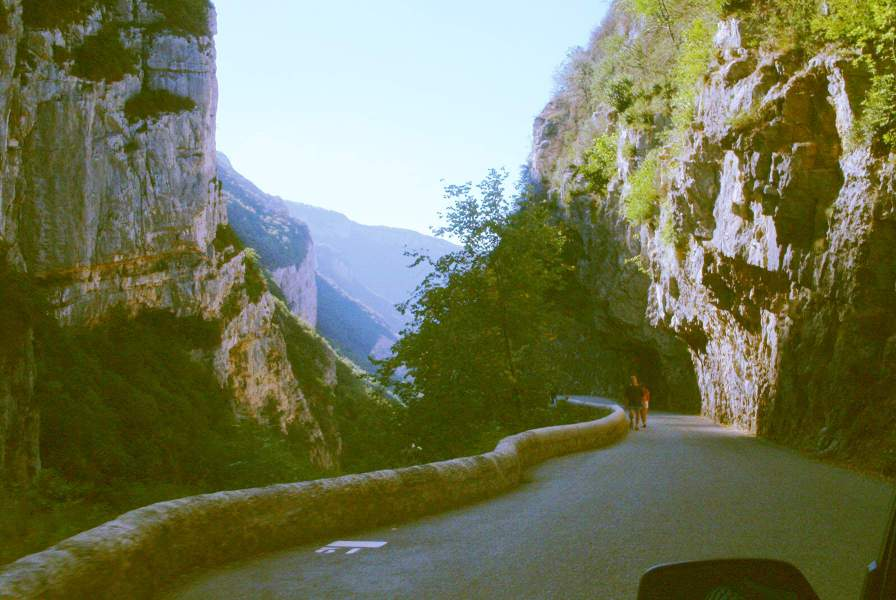
Schlucht der Grands Goulets

Die östliche Gebirgswand ohne eine einzige Straße schließt im Süden mit dem grandiosen und unverwechselbaren Mont Aiguille ab. Dieser auch heute noch mit erheblichem Schwierigkeitsgrad definierte Berg war der Geburtsort des alpinen Bergsteigens. Der Söldnerführer Antoine de Ville bezwang den „Olymp des Vercors“ im Auftrag von König Karl VIII. und dieser markante Berg wurde somit der erste mit Seilen, Eisenhaken und Leitern erkletterte Berg.
Von Norden her führt die D531 durch die Gorges d’Engins von Grenoble in den Vercors, der einzige empfehlenswerte Zugang für Wohnanhänger-Gespanne und große Wohnmobile. Gleich am Anfang des Aufstiegs hinauf in den Vercors liegt die Ortschaft Sassenage. Dort bilden die Grottes de Sassenage, von denen zwei durch einen Wasserfall verbunden sind, mehrere übereinander gelagerte Gewölbe.
Ebenfalls von Norden nach Villard-de-Lans führte die D218 (im Anfangsbereich ab Saint-Quentin-sur-Isère steil und schmal, mit einer weiteren ebenfalls steilen und engen Zufahrt über die D3 von Veurey-Voroize) nach Autrans und in die Gorges de la Méaudret. Die D218 ist allerdings seit einem Erdrutsch in den 1990er-Jahren kurz vor dem Tunnel du Mortier unterbrochen und an dieser Stelle allenfalls noch zu Fuß passierbar. Es gibt nach Auskunft der örtlichen Behörden keine Pläne, sie jemals wieder herzurichten, da die Gefahr eines neuerlichen Erdrutsches an dieser Stelle als zu groß bewertet wird. Im Nordosten ist der Vercors von Grenoble aus über die D106 via Saint-Nizier-du-Moucherotte erreichbar.
Im Nordwesten gibt es noch die teilweise gefährliche, sehr schmale und steile D35 von Rovon (Route des Ecouges) zu den oberen Gorges de la Bourne. Im Nordwesten ist von Cognin-les-Gorges aus durch eine sehr enge, kurvenreiche und steile Schluchtenstraße (Gorges du Nan) der Cirque de Mallevat erreichbar. Die Westseite des Vercors ist stark zerklüftet und bietet durch die Schlucht der Bourne, die Grands Goulets und über den Combe Laval mit dem Pass de la Machine Zufahrtsmöglichkeiten. Die Straße durch die Grands Goulets wurde allerdings 2008 für den öffentlichen Verkehr gesperrt und durch einen Tunnel ersetzt.

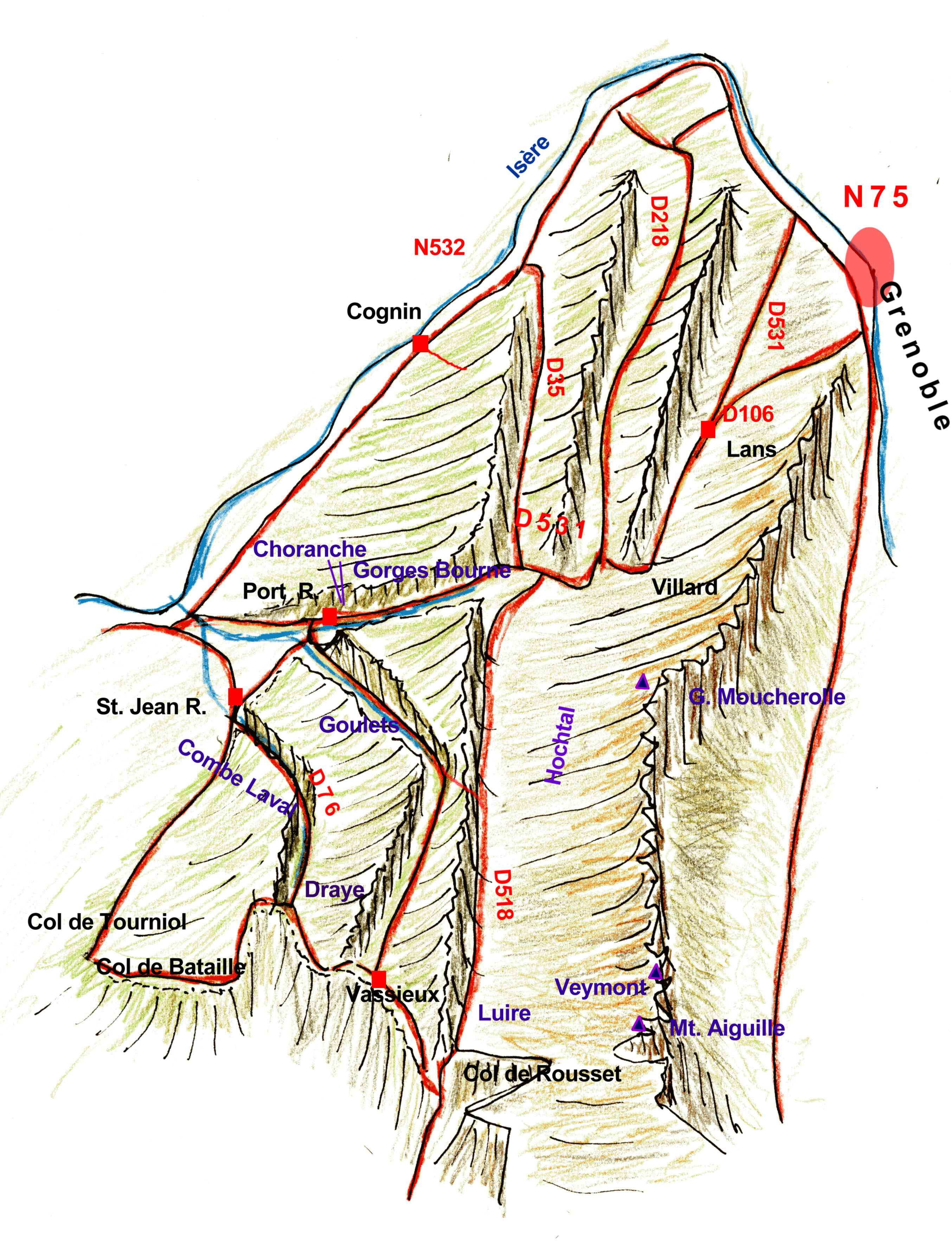
Straßen und Sehenswürdigkeiten des Vercors

In den Gorges de la Bourne befindet sich die ebenfalls für Touristen erschlossene Grotte de Choranche, mit bis zu 15 Meter hohe Sälen, Versteinerungen und Tropfsteingebilden. Sie beherbergt einen unterirdischen See von etwa 50 Meter Länge und bis zu 8 Metern Tiefe. Weiter führen die Gorges de la Bourne von Pont-en-Royans zum Hauptort des Vercors, Villard-de-Lans.
Die Goulets, eine vor allem im oberen Teil, dem Galerientunnel der Grands Goulets, sehr eindrucksvolle Klamm, sind ebenfalls von Pont-en-Royans erreichbar und enden in Barraques-en-Vercors. Auf der Hochfläche dieser Zufahrt sind die Grotten de la Luire, die als Lazarett für Résistance-Kämpfer des Zweiten Weltkriegs bekannt wurde, und la Draye Blanche Serre Plume zu besichtigen.

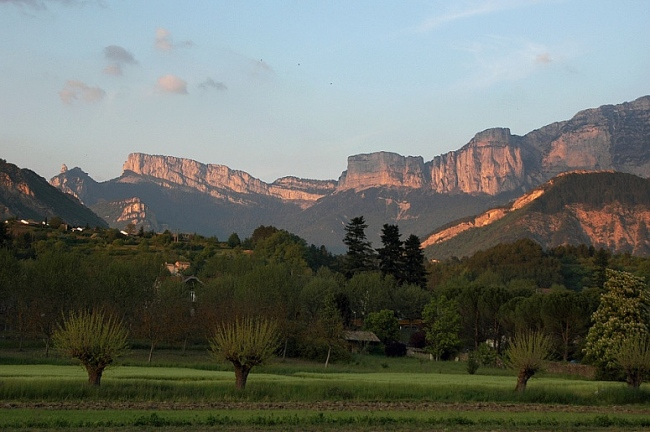
Chaine de Glandasse bei Die

Von Vassieux-en-Vercors (Necropole du Vercors und Musée de la Résistance) geht die D76 über den Col de Lachau durch den Wald von Lente, dem Zufluchtsgebiet der Resistance-Kämpfer 1944 zum Combe Laval, einem kühn bis zu 600 Meter über der Laval-Schlucht in den Fels geschlagenen Passübergang nach Saint-Jean-en-Royans, von wo die D70 zum Col de Tourniol geht.
Dieser Pass ist von Vassieux-en-Vercors auch über den Col de la Bataille erreichbar. Am Treffpunkt dieser beiden Straßen liegt das kleine aufgelassene Kloster Léoncel, das besichtigt werden kann.
Von Süden her, aus Die kommend, wird der Vercors durch den Col de Rousset erschlossen, eine sehr kurvige, teilweise steile Straße, die das Hochtal durch einen etwa 200 Meter langen Tunnel erreicht. Dieser verbindet zwei manchmal sehr unterschiedlich ausgebildete Klimazonen; oft fährt man durch Nebel und Regen die Auffahrt auf der Hochebene und erlebt nach der Durchfahrt des Scheiteltunnels den sonnigen Süden. Von hier aus hat man außerdem einen weiten Blick über die schon provenzalisch anmutenden Berge des Diois.

## Film
- Verschollene Filmschätze – 1944. Die Schlacht um den Vercors. (OT: Mystères d’archives – 1944. Dans le maquis du Vercors.) Dokumentarfilm, Frankreich, 2014, 26:10 Min., Buch und Regie: Serge Viallet und Pierre Catalan, Produktion: arte France, INA, YLE, Reihe: Verschollene Filmschätze (OT: Mystères d’archives), Erstsendung: 2. November 2015 bei arte, Inhaltsangabe bei Fernsehserien.de.